# 大累進
大累 進（おおるい すすむ、1990年8月31日 - ）は、北海道出身の元プロ野球選手（内野手、外野手）。右投右打。改姓したため、現在の本名は北山進。

## 経歴

### プロ入り前
小学校3年で野球を始め、中学時代は札幌新琴似シニアで三塁手としてプレー。駒澤大学附属苫小牧高校入学後に遊撃手に転向。2学年上に田中将大がいたが、自身は甲子園出場経験無し。1年夏（第88回選手権大会、引き分け再試合の末に準優勝）、2年夏（第89回選手権大会、1回戦敗退）はベンチ外。2年秋からベンチ入りするも、3年夏は南北海道大会の準々決勝で鍵谷陽平擁する北海高校に0-9で敗れた。
道都大学（札幌学生野球連盟所属）では1年時の春から公式戦に出場。3年時には、春・秋連続で遊撃手でベストナインに選出された。4年時には主将となり、秋には首位打者を獲得した。1年、3年、4年時に全日本大学野球選手権大会に出場し、全国大会を経験している。リーグ通算76試合260打数74安打19打点、打率.285。
2012年10月25日のプロ野球ドラフト会議で読売ジャイアンツから2位指名を受けた。大学の同期である佐藤峻一も同年の同会議でオリックス・バファローズから2位指名を受けており、2人揃って同大学から直接プロ入りした初の選手、さらに育成選手を除いた同会議指名選手の中で初の北海道内の中学、高校、大学を卒業した選手となった。

### プロ入り後
巨人では2013年からプレーしたが一軍出場はわずか2試合に留まった。
2016年4月12日に乾真大との交換トレードで北海道日本ハムファイターズへ移籍。アマチュア時代に続き、プロでも北海道でプレーすることになった。4月20日に移籍後初出場と一軍初打席を経験した。
2017年6月15日の中日ドラゴンズ戦（ナゴヤドーム）では8回表に代走として出場し、松本剛の一塁側フェンス際へのファウルフライの際に三塁から難度の高いタッチアップを敢行して本塁を陥れ、チームに1点リードをもたらした（その後両チームとも1点ずつ挙げて日本ハムが勝利）。このプレーにより、名実共に「足でヒーローインタビュー」を勝ち取っている。
しかし、その後1軍定着はならず、2018年は一軍出場なし。10月30日に球団から戦力外通告を受けた。就職先としてファイターズの球団職員を提示され受諾。現役引退を表明した。
2019年1月1日付で球団スタッフとしてチーム統轄本部チーム管理部チーム管理所属となった。またその際に名前が北山進に改姓された。
2024年6月現在はファイターズの1軍サブマネージャーである。

## 選手としての特徴・人物

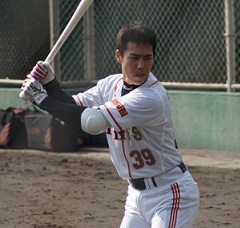

50m走5秒7、遠投100mの俊足・強肩が売りの内野手。守備やバントにも自信を持っている。
巨人との仮契約の場では、「飼っていた犬より足が速い」と公言し、理想とする選手は漫画『巨人の星』に登場する速水譲次と語った。2014年1月には陸上女子100メートルおよび200メートル日本記録保持者の福島千里と約30メートルの短距離走を行い勝利している。「スタートから本気でビシッと行きました。後半は福島さんの足音が迫ってきて危なかった」とコメントしている。

## 詳細情報

### 年度別打撃成績
| 年 度     | 球 団     | 試 合 | 打 席 | 打 数 | 得 点 | 安 打 | 二 塁 打 | 三 塁 打 | 本 塁 打 | 塁 打 | 打 点 | 盗 塁 | 盗 塁 死 | 犠 打 | 犠 飛 | 四 球 | 敬 遠 | 死 球 | 三 振 | 併 殺 打 | 打 率 | 出 塁 率 | 長 打 率 | O P S |
| --------- | --------- | ----- | ----- | ----- | ----- | ----- | -------- | -------- | -------- | ----- | ----- | ----- | -------- | ----- | ----- | ----- | ----- | ----- | ----- | -------- | ----- | -------- | -------- | ----- |
| 2013      | 巨人      | 2     | 0     | 0     | 0     | 0     | 0        | 0        | 0        | 0     | 0     | 0     | 0        | 0     | 0     | 0     | 0     | 0     | 0     | 0        | .---  | .---     | .---     | .---  |
| 2016      | 日本ハム  | 14    | 6     | 6     | 2     | 0     | 0        | 0        | 0        | 0     | 0     | 2     | 2        | 0     | 0     | 0     | 0     | 0     | 1     | 0        | .000  | .000     | .000     | .000  |
| 2017      | 日本ハム  | 13    | 2     | 2     | 3     | 0     | 0        | 0        | 0        | 0     | 0     | 0     | 0        | 0     | 0     | 0     | 0     | 0     | 1     | 0        | .000  | .000     | .000     | .000  |
| 通算：3年 | 通算：3年 | 29    | 8     | 8     | 5     | 0     | 0        | 0        | 0        | 0     | 0     | 2     | 2        | 0     | 0     | 0     | 0     | 0     | 2     | 0        | .000  | .000     | .000     | .000  |

- 2018年度シーズン終了時

### 年度別守備成績
| 年 度 | 球 団    | 二塁  | 二塁  | 二塁  | 二塁  | 二塁  | 二塁     | 三塁  | 三塁  | 三塁  | 三塁  | 三塁  | 三塁     | 外野  | 外野  | 外野  | 外野  | 外野  | 外野     |
| 年 度 | 球 団    | 試 合 | 刺 殺 | 補 殺 | 失 策 | 併 殺 | 守 備 率 | 試 合 | 刺 殺 | 補 殺 | 失 策 | 併 殺 | 守 備 率 | 試 合 | 刺 殺 | 補 殺 | 失 策 | 併 殺 | 守 備 率 |
| ----- | -------- | ----- | ----- | ----- | ----- | ----- | -------- | ----- | ----- | ----- | ----- | ----- | -------- | ----- | ----- | ----- | ----- | ----- | -------- |
| 2013  | 巨人     | 1     | 0     | 0     | 1     | 0     | .000     | 1     | 0     | 2     | 0     | 1     | 1.000    | -     | -     | -     | -     | -     | -        |
| 2016  | 日本ハム | 7     | 6     | 5     | 0     | 3     | 1.000    | 6     | 0     | 1     | 0     | 0     | 1.000    | 1     | 1     | 0     | 0     | 0     | 1.000    |
| 2017  | 日本ハム | 7     | 6     | 5     | 0     | 3     | 1.000    | 6     | 0     | 1     | 0     | 0     | 1.000    | -     | -     | -     | -     | -     | -        |
| 通算  | 通算     | 15    | 12    | 10    | 1     | 6     | .956     | 13    | 0     | 4     | 0     | 0     | 1.000    | 1     | 1     | 0     | 0     | 0     | 1.000    |

- 2018年度シーズン終了時

### 記録
- 初出場：2013年8月11日、対広島東洋カープ17回戦（MAZDA Zoom-Zoom スタジアム広島）、9回裏に三塁手として出場
- 初打席：2016年4月20日、対埼玉西武ライオンズ4回戦（札幌ドーム）、9回裏に小石博孝から二塁ゴロ
- 初盗塁：2016年6月3日、対読売ジャイアンツ1回戦（東京ドーム）、8回表に二盗（投手：スコット・マシソン、捕手：小林誠司）
- 初先発出場：2016年6月10日、対阪神タイガース1回戦（札幌ドーム）、8番・二塁手として先発出場

### 背番号
- 39 （2013年 - 2014年）
- 60 （2015年 - 2016年途中）[14]
- 32 （2016年途中 - 2018年）